# Dolophones mammeata
Dolophones mammeata là một loài nhện trong họ Araneidae.
Loài này thuộc chi Dolophones. Dolophones mammeata được Eugen von Keyserling miêu tả năm 1886.